# Nowickia alpina
Nowickia alpina är en tvåvingeart som först beskrevs av Zetterstedt 1849.  Nowickia alpina ingår i släktet Nowickia och familjen parasitflugor. Arten är reproducerande i Sverige. Inga underarter finns listade i Catalogue of Life.